# 8609-es mellékút (Magyarország)
A 8609-es számú mellékút egy rövid, kevesebb, mint 2,5 kilométer hosszú, négy számjegyű országos közút Győr-Moson-Sopron vármegye déli részén; Beled város egyik belső útja, Vica városrész főutcája.

## Nyomvonala
Beled külterületén, a város központjától északra ágazik ki a Kapuvár-Celldömölk közti 8611-es útból, annak a 13+350-es kilométerszelvénye után néhány lépéssel, kelet felé. Bő negyed kilométer után szeli át a Kis-Rába folyását, majd a híd után kissé délebbi irányt vesz, így éri el a lakott terület északnyugati szélét, mintegy 750 méter után. A Malom utca nevet veszi fel, így húzódik a Beledtől különálló Vica városrész központjáig, majd ott visszatér a keleti irányhoz és Fő utca néven folytatódik. A településrész legkeletibb fekvésű házait elhagyva szinte azonnal véget is ér, beletorkollva a 8606-os útba, annak a 11+200-as kilométerszelvénye táján.
Teljes hossza, az országos közutak térképes nyilvántartását szolgáló kira.gov.hu adatbázisa szerint 2,351 kilométer.

## Települések az út mentén
- Beled-Vica